# Мацаценг
Мацаценг (англ. Matsatseng) — одна з місцевих громад, що розташована в районі Цгутінг, Лесото. Населення місцевої громади у 2006 році становило 18 713 осіб.